# Субочи (Гродненская область)
Субочи (бел. Субачы) — агрогородок в Волковысском районе Гродненской области Белоруссии. Административный центр Субочского сельсовета. Население 697 человек (2009).

## География
Субочи находятся в 7 км к северо-западу от центра Волковыска. Вблизи посёлка проходит шоссе Волковыск-Олекшицы. Две местные дороги соединяют Субочи с деревнями Шиловичи и Шандры.

## История
Местечко известно с середины XVIII в. В 1796 году принадлежало Адаму Ельскому.
В результате третьего раздела Речи Посполитой (1795) Субочи оказалась в составе Российской империи, в Волковысском уезде. В 1914 году здесь было дворянское имение и 46 жителей.
По Рижскому мирному договору (1921 года) Субочи попали в состав межвоенной Польской Республики, принадлежала Волковысскому повету Белостокского воеводства.
С 1939 года — в составе БССР. Состоянием на 2004 год здесь было 249 дворов и 731 житель. В 2009 году — 697 жителей. От дворянского имения до наших дней сохранился только дом управляющего, хозпостройки и фрагменты парка.

## Достопримечательности
- Дом управляющего бывшего имения, конец XIX-начало XX века.
- Хозпостройки бывшей усадьбы, XIX век.
- Католический храм, начало XXI века